# Igesip

## Introdução
Promovido por quatro jornalistas e um matemático, o Instituto Galego de Estudos de Segurança Internacional e da Paz (Igesip) é uma instituição criada na Galiza em março de 2005. O seu objectivo principal a difusão e  aprofundização na área dos estudos de segurança internacional, paz, defesa e resolução pacífica de conflitos.
Nos seus princípios fundacionais, focou-se para o âmbito luso-galego, inscrevendo-se nos registos correspondentes como Agente de Cooperação para o Desenvolvimento.
Ainda, o Igesip configura-se como uma organização aberta e plural que pretende desvincular este campo de conhecimento de opções ideológicas ou disciplinas académicas pré-estabelecidas, como vem acontecendo desde faz tempo. Partido destas premissas, pretende-se abordar o estudo e a análise de forma holística e multidisciplinar, com liberdade de criação e pensamento, sem descuidar a exactidão e rigor científico.
Na actualidade, formam parte do Igesip pessoas de âmbitos científicos e profissionais tão diferentes como o Jornalismo, a Matemática, a Física, a Linguística, a Antropologia, a Psicologia, o Direito, a Diplomacia, a Política, a Economia ou a História, entre outros.

## Publicações
ENSAIOS SOBRE PAZ E CONFLITOS
- Contributos para a compreensão. Evans Pim, Joám; Crespo Argibay, Óscar, Eds. (2005). 215 págs. ISBN 84-689-5984-7.
- Paz e segurança para o século XXI. Evans Pim, Joám; Crespo Argibay, Óscar; Kristensen, Bárbara, Eds. (2006). 259 págs. ISBN 84-689-9071-X.
- Entender os conflitos para alcançar a paz. Evans Pim, Joám; Crespo Argibay, Óscar, Kristensen, Bárbara, Eds. (2006). 247 págs. ISBN 84-689-9069-8.
- De imagens de guerra a guerra de imagens. Suárez Canal, Xosé Luis; Evans Pim, Joám, Eds. (2006). 185 págs. ISBN 84-689-9070-1.
- Para a paz perpétua. (Immanuel Kant). Edição em português de J. Evans e B. Kristensen (2006). 116 págs. ISBN 84-690-0279-1.

ESTUDOS INTERNACIONAIS
- A falsidade em tempos de guerra. Arthur Ponsonby. Edição em português de J. Evans (2006). 220 págs. ISBN 84-690-0277-5.

ESTUDOS DA PAZ
- Sem matar é possível. Para uma nova ciência política global. Glenn D. Paige. Edição em português de B. Kristensen (2006). 315 págs. ISBN 84-690-0275-9.

SÉRIE ATLÂNTICA
- Essays on Atlantic Studies. Rediscovering the Atlantic Maze. Evans Pim, Joám; Crespo Argibay, Óscar; Kristensen, Bárbara, Eds. (2006). 296 págs. ISBN 84-690-0272-4.
- Estudos Atlânticos. Novos rumos para uma matriz multidisciplinar. 306 págs. ISBN 84-690-0273-2.

OUTRAS PUBLICAÇÕES
- Pesquisa para o entendimento global. Evans Pim, Joám; Crespo Argibay, Óscar (2005). 111 pp. ISBN 84-689-5976-6.
- Asteriskos. Revista de Estudos Internacionais e da Paz. Evans, Joám [Dir. exec.]; Crespo, Óscar [Dir. assoc.]; Kristensen, Bárbara [Secr.] (2006).
  - Actualmente editados de forma conjunta os números 1 e 2. 280 pp. ISSN 1886-5860.

## Actualidade
ACTOS CELEBRADOS ATÉ O MOMENTO
I Simpósio de Outono sobre Resolução Pacífica de Conflitos
Foi a estreia do Igesip na cena pública. Celebrou-se em 5 de dezembro de 2005, na vila galega de Rianjo. O simpósio foi uma aproximação a diversas teorias sobre o âmbito da resolução pacífica de conflitos.
 Congresso Luso-Galego de Estudos de Segurança Internacional e da Paz
Este Congresso, inaugurado pela Cônsul de Portugal na Espanha, Maria Almeida, celebrou-se em Rianjo do 10 ao 12 de março de 2006.
I Congresso Internacional de Estudos Atlânticos
Este evento celebrou-se na vila galega de Rianjo os dias 5, 6 e 7 de outubro de 2006.
ACTOS AGENDADOS
II Simpósio de Outono sobre Paz e Conflitos
A celebrar na vila galega de Rianjo em dezembro de 2006.
II Congresso Luso-Galego de Estudos de Segurança Internacional e da Paz
A celebrar na cidade portuguesa de Braga em maio de 2007.
I Encontro Galego do Terceiro Ciclo
A celebrar na capital nacional galega, Santiago de Compostela, em outubro de 2007.